# Stephen Hopkins (homme politique)
Pour les articles homonymes, voir Stephen Hopkins et Hopkins.
Stephen Hopkins, né le 7 mars 1707 à Providence et mort le 13 juillet 1785 dans la même ville, est un homme politique américain, signataire de la Déclaration d'indépendance des États-Unis en tant que représentant du Rhode Island. Il est Chief Justice et gouverneur de la colonie anglaise du Rhode Island et est délégué de la colonie au Congrès colonial d'Albany de 1754, puis au Congrès continental de 1774 à 1776.

## Biographie

### Naissance et vie privée
Hopkins est né le 7 mars 1707 à Providence, de William Hopkins et Ruth Hopkins (née Wikinson). Le jeune frère de Stephen, Esek Hopkins, devient le premier commandant en chef de la Continental Navy. Hopkins grandit dans une ferme à Scituate, et est autodictate. Il retourne à Providence en 1742 et travaille dans une fonderie, comme négociant, propriétaire de bateau, ou arpenteur. À 19 ans, il épouse Sarah Scott, qui lui donne sept enfants, dont cinq atteignent l'âge adulte. Après la mort de Sarah, il se marie à une veuve nommé Anne Smith avec qui il n'a aucun enfant.
Un de ses cousins est le prédicateur appelé le Public Universal Friend.

### Jeune carrière politique
Quand la banlieue de Scituate se sépare de Providence en 1731, Hopkins se lance dans la politique. Pendant la décennie suivante, il occupe les fonctions de président de la première réunion de la ville de Scituate, commis de ville, président du conseil municipal, membre du conseil juridique (solicitor) et de la justice de paix, de la justice et commis à la Cour des réclamations communes du comté (il devient même Chief Justice de cette cour en 1733).
Il sert à l'assemblée coloniale du Rhode Island de 1732 à 1752, puis de 1770 à 1775, et son représentant de 1738 à 1744, puis encore en 1749. En 1754, il représente le Rhode Island au Congrès d'Albany à New York, où lui et d'autres examinent le plan précoce de Benjamin Franklin visant à unir les colonies et arranger une alliance avec les Amérindiens, en vue de la guerre imminente avec la France. Il est aussi Gouverneur du Rhode Island neuf fois (1755–1756, 1758–1761, 1763–1764 et 1767).

### LePère fondateur

Declaration of Independence de John Trumbull. Stephen Hopkins est représenté portant un chapeau près de la porte de gauche.

Hopkins parle longtemps et publiquement de la tyrannie britannique lors de la Révolution américaine. En 1764, il publie un pamphlet nommé The Rights of the Colonies Examined qui est largement distribué, et qui critique la taxation britannique, le Parlement d'Angleterre le considérant comme un leader révolutionnaire.
En 1773, il libère ses esclaves et, l'année suivante, en tant que membre de l'Assemblée générale du Rhode Island, il présente une loi interdisant l'importation d'esclaves dans la colonie, qui devient l'une des premières lois antiesclavagistes des nouveaux États-Unis.
Il mène la délégation de la colonie du Rhode Island au Congrès continental plus tard en 1774, aux côtés de Samuel Ward, et est un signataire de la Déclaration d'indépendance des États-Unis. Il signa de son nom avec une main droite tremblante, qu'il dû guider avec sa main gauche. En effet, Hopkins est atteint d'une infirmité motrice cérébrale et aurait dit, alors qu'il signait la déclaration d'indépendance, « ma main tremble, mais pas mon cœur ».
Sa connaissance dans le commerce maritime le rend particulièrement utile lorsqu'il est membre du comité naval établi par le Congrès pour acheter, équiper, et exploiter les premiers bateaux de la nouvelle Continental Navy. Hopkins encadre alors la législation navale et rédige les règlements nécessaires afin de régir l'organisation navale, encore jeune, durant la Révolution américaine. le premier escadron naval américain est lancé le 18 février 1776. Hopkins use de son influence pour que le Congrès nomme son frère, Esek Hopkins, en tant que commandant en chef de la Continental Navy.
En septembre 1776, la santé de Hopkins se dégrade, ce qui le conduit à démissionner du Congrès continental et à retourner à sa maison du Rhode Island. De 1777 à 1779, il reste cependant un membre actif de l'assemblée général de son État.
Stephen Hopkins meurt à son domicile de Providence le 13 juillet 1785, à l'âge de 78 ans, et est enterré au North Burial Ground.

## Héritage

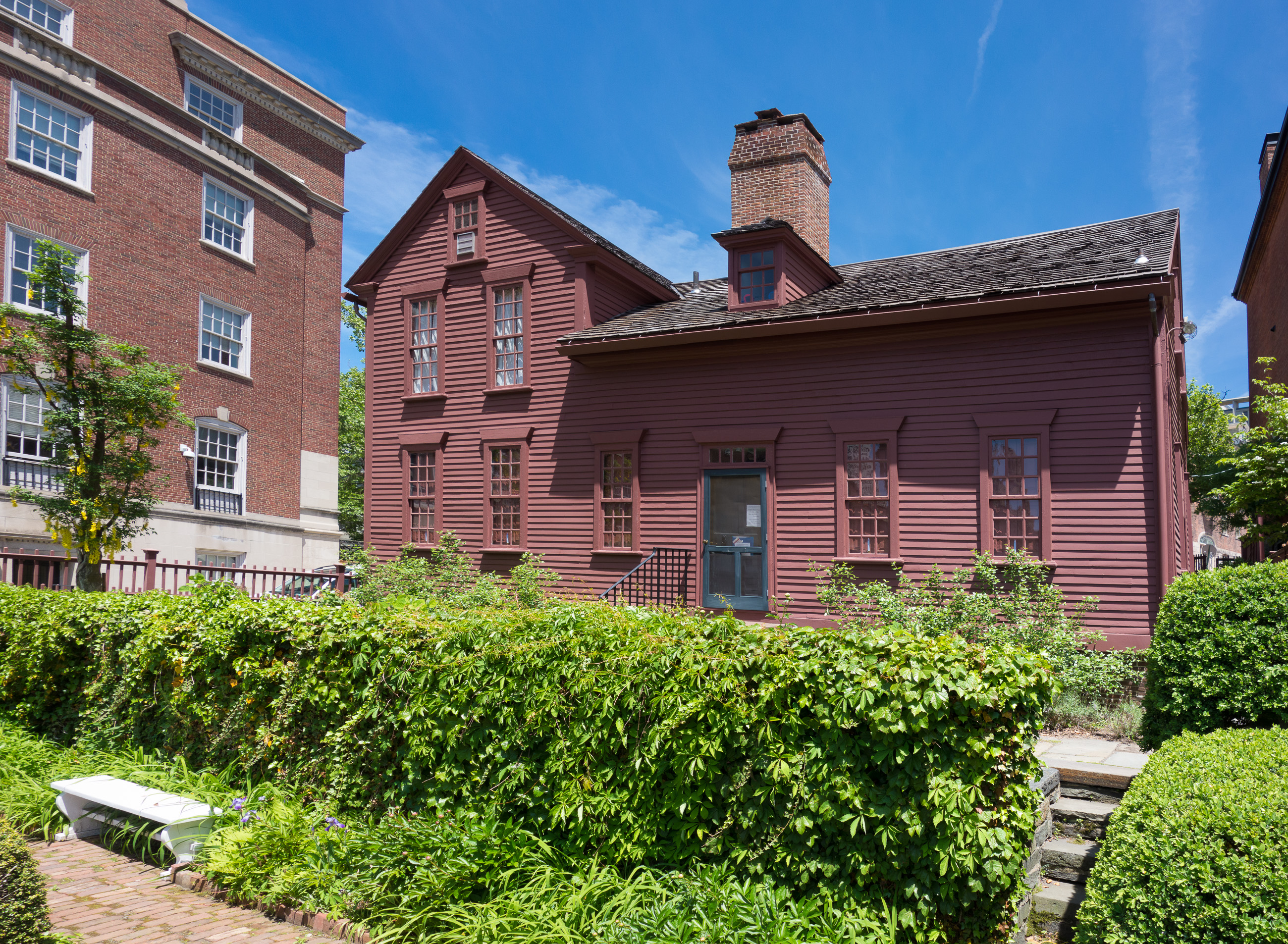
La maison de Stephen Hopkins.

Hopkins aide à la création d'une bibliothèque, la Providence Library Company, en 1753, et fut membre de la Société philosophique de Newport. Il participe également à la création de l'université Brown et devient son premier chancelier de l'université Brown (à l'époque College in the English Colony of Rhode Island and Providence Plantations), pendant la présidence du révérend James Manning. Sa maison est aujourd'hui une National Historic Landmark.
Le SS Stephen Hopkins, un liberty ship nommé en son honneur, est le premier bateau à couler un bâtiment de guerre de surface allemand durant la Seconde Guerre mondiale.
La ville d'Hopkinton (Rhode Island) fut nommé plus tard en son hommage.
Hopkins est connu dans l'histoire de la calligraphie comme l'auteur de « la plus mauvaise signature de la déclaration d'indépendance ».